# Przysucha (gemeente)
De gemeente Przysucha is een stad- en landgemeente in het Poolse woiwodschap Mazovië, in powiat Przysuski.
De zetel van de gemeente is in Przysucha.
Op 30 juni 2004 telde de gemeente 12 448 inwoners.

## Oppervlakte gegevens
In 2002 bedroeg de totale oppervlakte van gemeente Przysucha 181,31 km², waarvan:
- agrarisch gebied: 39%
- bossen: 53%

De gemeente beslaat 22,64% van de totale oppervlakte van de powiat.

## Demografie
Stand op 30 juni 2004:
| Omschrijving                   | Totaal | Totaal | Vrouwen | Vrouwen | Mannen | Mannen |
| ------------------------------ | ------ | ------ | ------- | ------- | ------ | ------ |
| eenheid                        | aantal | %      | aantal  | %       | aantal | %      |
| inwoners                       | 12 448 | 100    | 6386    | 51,3    | 6062   | 48,7   |
| bevolkingsdichtheid (inw./km²) | 68,7   | 68,7   | 35,2    | 35,2    | 33,4   | 33,4   |

In 2002 bedroeg het gemiddelde inkomen per inwoner 1218,47 zł.

## Plaatsen
Beźnik, Dębiny, Długa Brzezina, Gaj, Głęboka Droga, Gliniec, Hucisko, Jakubów, Janików, Janów, Kolonia Szczerbacka, Kozłowiec, Krajów, Kuźnica, Lipno, Pomyków, Ruski Bród, Skrzyńsko, Smogorzów, Wistka, Wola Więcierzowa, Zawada, Zbożenna.

## Aangrenzende gemeenten
Borkowice, Gielniów, Gowarczów, Końskie, Potworów, Przytyk, Rusinów, Stąporków, Wieniawa